# Midori (операційна система)
Не слід плутати цей термін із Midori (браузер) 
Midori (яп. 绿, Мідорі, зелений колір) - кодове ім'я дослідної ОС, розробленої на підставі концепції  керованого коду підрозділом американської корпорації Microsoft Microsoft Research.
Кодова назва «Midori» вперше була розкрита в презентації «CHESS: A systematic testing tool for concurrent software» у листопаді 2007 року. 
У червні 2008 року повідомлялося, що проєкт «Midori» може стати комерційною реалізацією експериментальної операційної системи «Singularity», роботи над якою були розпочаті у 2003 році. Ключові особливості проєкту «Singularity» полягали в створенні відмовостійкої ОС, в якій  ядро ОС, драйвери пристроїв і програми написані на керованому коді. 
Також ключовою можливістю «Singularity» була високоефективна підтримка  розпаралелювання та нова система захисту, яка укладала програми, що працюють у так звану «пісочницю».
Влітку 2008 року Microsoft намітила кілька можливих шляхів переходу від ОС сімейства Microsoft Windows до «Midori». Розглядалися варіанти, в яких «Midori» працювала у зв'язці з ініціативою складових програм «Oslo», модель програмування якій мала б залежність від метаданих з тим, щоб дати системі більш надійно керувати програмами. Також передбачається ймовірність того, що «Midori» буде Інтернет-орієнтованою ОС.
Подальшим розвитком цієї лінії ОС є проєкт Barrelfish.